# Frits Jan Kievits
Frits Jan Kievits (Batavia, 14 juli 1929 - Zwijndrecht, 28 maart 1999) was een Nederlandse werktuigbouwkundig ingenieur, hoogleraar metaalkunde aan de Technische Universiteit Delft, en rector magnificus van 1978 tot 1981.

## Levensloop
Kievits studeerde aan de Koninklijk Instituut voor de Marine en begon zijn loopbaan als officier bij de marine. In 1964 begon hij aan de Technische Hogeschool Delft een promotie-onderzoek in metaalkunde. In 1967 promoveerde hij op het proefschrift getiteld "Precipitatie in aluminium-magnesium legeringen en de invloed van zilver en cadmium". 
Na zijn promotie werd Kievits lector aan de Technische Hogeschool en hield in 1969 de openbare les, getiteld "Naar min oneindig". In 1973 volgde een aanstelling als hoogleraar, waarbij hij in 1974 de inaugurele rede, getiteld "Met uiterst vermogen". Van september 1978 tot september 1981 diende Kievits ook als rector magnificus aan de universiteit. De universiteit zag zich in die tijd geconfronteerd met een dalende belangstelling in techniek. Om dit tij te keren, pleitte Kievits pleitte ervoor om de banden met het bedrijfsleven aan te halen en meer meisjes en buitenlandse studenten te werven.
Na ruim 20 jaar dienstverband ging Kievits in 1988 met emeritaat. Hij werd opgevolgd door Laurens Katgerman, die werd aangesteld als hoogleraar metallurgie en stollingstechnologie.

## Publicaties, een selectie
- F.J. Kievits. Uitscheidingen in gegoten Al legeringen met een hoog (>9) Mg percentage Januari 1964
- F.J. Kievits. Precipitatie in aluminium-magnesium legeringen en de invloed van zilver en cadmium. Thesis/dissertatie 1967
- F.J. Kievits, M.R. van. Gils, Ph.M. Bosscher. Lezingen, gehouden op de studiedag voor beoefenaars van de zeegeschiedenis op 11 juni 1969.
- F.J. Kievits. Met uiterst vermogen Inaugurele rede uitgesproken bij de aanvaarding van het ambt van gewoon hoogleraar in de Toegepaste metaalkunde op 6 februari 1974.
- F.J. Kievits. Naar Min Oneindig. Openbare les gegeven bij de aanvaarding van het ambt van buitengewoon lector op 28 maart 1969.

Artikelen, een selectie
- Kievits, F. J., and F. P. Ijsseling. "Research into the corrosion behaviour of CuNi10Fe alloys in seawater." Materials and Corrosion 23.12 (1972): 1084-1096. DOI:10.1002/maco.19720231203